# FGM-148 Javelin
FGM-148 Javelin je americký přenosný protitankový raketový komplet středního dosahu s pasivním samonaváděcím zařízením typu „vystřel a zapomeň“ (Fire and forget) odpalovaný z ramene či vozidel.

## Historie a použití

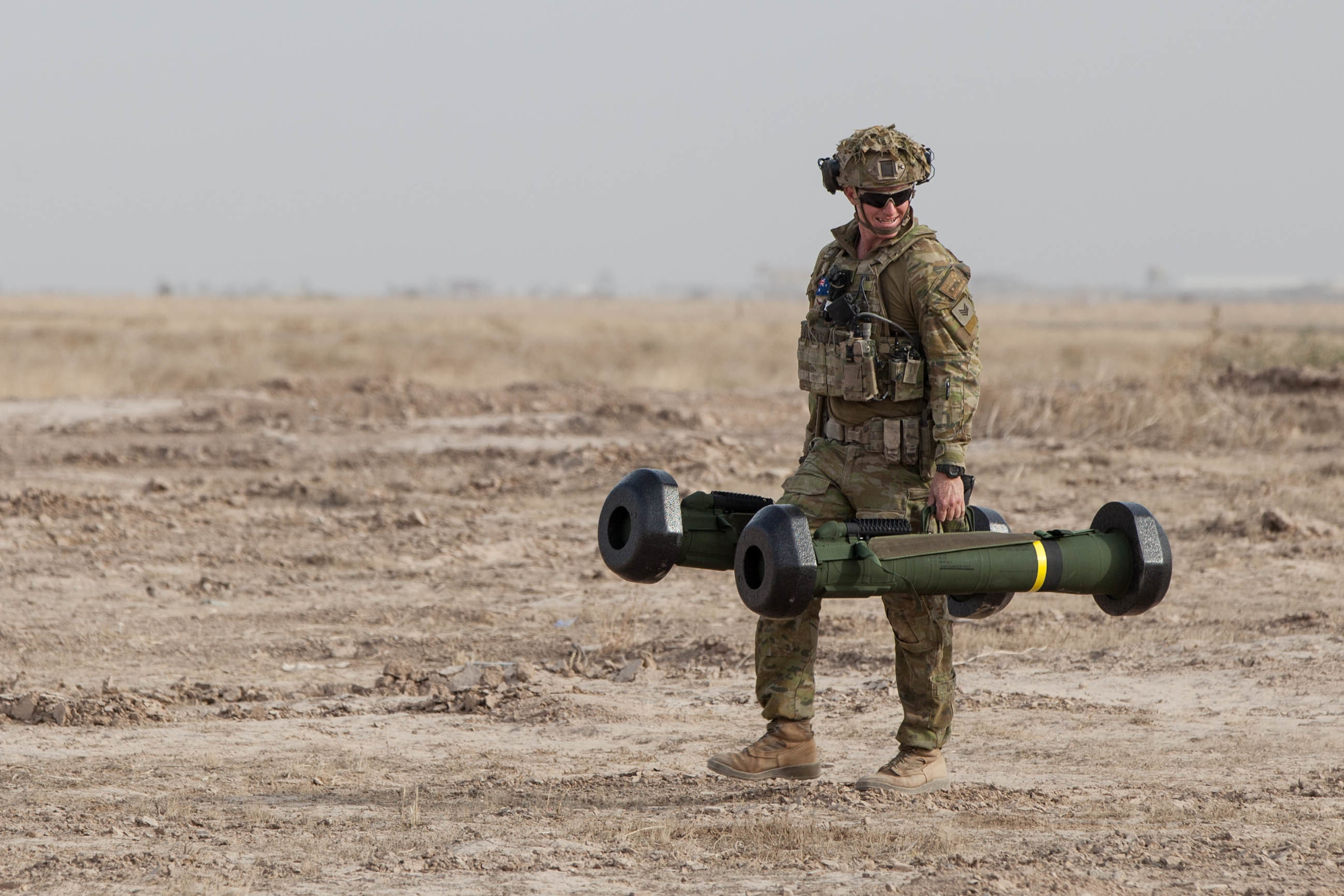
Australský voják nesoucí dvě střely Javelin.

FGM-148 Javelin je moderní protitanková řízená střela (PTŘS) vyvinutá ve spolupráci firem Texas Instruments (dnes Raytheon Systems) a Martin Marietta (dnes Lockheed Martin). Vznikla podle požadavků americké armády jako náhrada za PTŘS M47 Dragon, která měla krátký dostřel (65 - 1 000 m) a pouze poloautomatickou naváděcí soustavu typu SACLOS.
Do výroby se dostala roku 1994 a po prvních testech ji dostala roku 1996 první jednotka US Army. Během roku 1999 byly tyto střely přijaty rovněž do výzbroje Americké námořní pěchoty. Do roku 2002 bylo vyrobeno pro potřeby ozbrojených sil USA cca 3 000 odpalovacích zařízení a 30 000 střel. Tento komplet vlastní asi čtrnáct zemí, mimo jiné i Česko (3 kusy odpalovacích zařízení a 12 střel spolu s výcvikovou soupravou měly být zakoupeny pro výzbroj speciálních sil roku 2006). Dalšími uživateli jsou např. Čínská republika, Jordánsko, Lotyšsko, Spojené království.
Střely Javelin zakoupila Ukrajina v roce 2018 během vlády Petro Porošenka, ale prezident Donald Trump zakázal jejich použití ve vzdálenosti 500 km od ukrajinsko-ruské fronty. Po začátku Ruské invaze na Ukrajinu v roce 2022 obdržela Ukrajina od spojenců více než 10 000 ks střel.
Střela se dá použít jako protitanková, dokonce je účinná i proti vrtulníkům, ovšem jako protiletadlová zbraň byla a stále je lepší PLŘS FIM-92 Stinger.

## Popis funkce

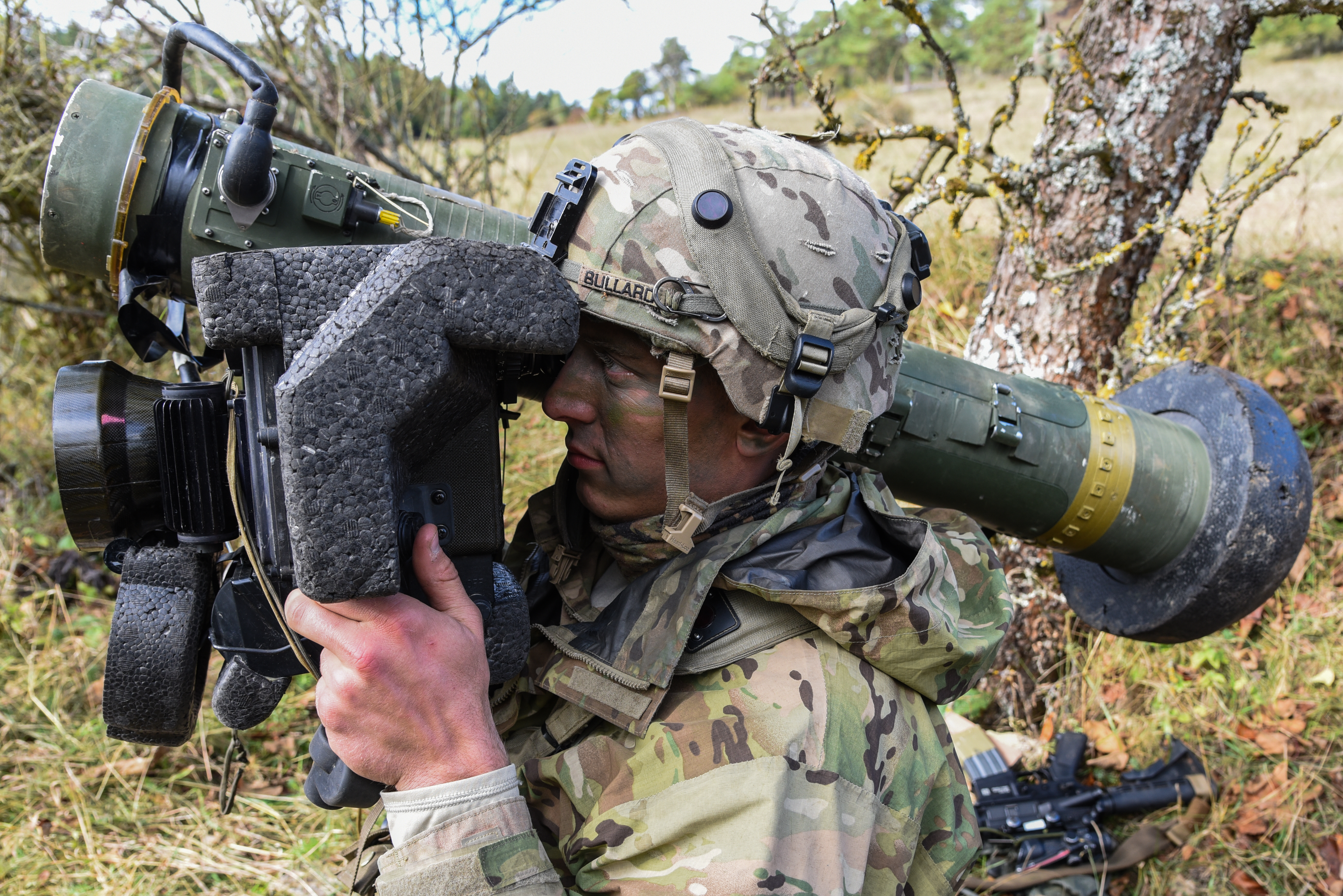
Americký voják s kompletem Javelin na cvičení Allied Spirit V

Stejně jako předchozí M47 Dragon je i PTŘS Javelin koncipována jako přenosná. Má více než dvojnásobný účinný dosah a naváděcí soustavu typu „vystřel a zapomeň“ na principu pasivního systému samonavedení. Střelec prostřednictvím zaměřovače instalovaného v odpalovacím zařízení (CLU - Command Launch Unit) uloží zjištěný cíl do paměti střely, která je vybavena vlastním termovizním senzorem. Po vypuštění se střela navádí na daný cíl zcela samostatně. Letová dráha střely se pohybuje po křivce a na cíl dopadá shora. Takový způsob je výhodnější, protože tanky mají nahoře slabší pancíř, tudíž má střela vyšší pravděpodobnost úspěšného zásahu. Střela jde ovšem přepnout i do režimu, ve kterém letí vodorovně celou cestu.
Rozlišení infračerveného snímače Javelinu je pouze 64 × 64 pixelů (což odpovídá stavu techniky na počátku 90. let) a tak je možné, že jej lze oklamat pomocí klamných zářičů tepla vedle tanku. Pravý cíl Javelinu je střed tanku, resp. tenká část věže (která má jen lehce přes 1 m2) a tak i malé vychýlení střely může značně degradovat její účinek. Javelin G, který je ve vývoji, by měl dostat moderní IČ snímač, srovnatelný se snímači současných modelů střel Spike.

## Technická data
- Délka střely: 1 080 mm
- Průměr těla střely: 127 mm
- Hmotnost střely: 11,8 kg

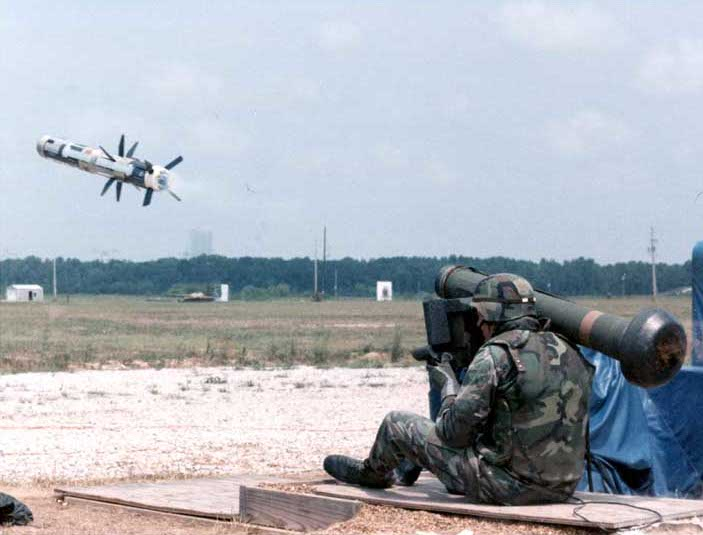
Javelin v okamžiku odpálení

- Účinný dostřel: minimální 65 m, maximální 2 500 m
- Typ bojové hlavice: kumulativní tandemová
- Průbojnost: 600 mm RHA